# Eugène de Margerie
Eugène de Margerie (París, 18 de marzo de 1820 - París, 15 de marzo de 1900) fue un escritor católico francés.

## Biografía
Era hijo de Armand de Margerie, funcionario de Hacienda de Melun, y de Elisabeth Fidière des Prinvaux, mujer profundamente piadosa hija de un registrador de la propiedad de París. Sus padres le transmitieron su formación intelectual, moral y cristiana. Armand de Margerie había recibido una educación clásica y había sido uno de los estudiantes más brillantes del Liceo Napoleón.
Eugène de Margerie ingresó en la facultad de Derecho. Su gran interés por la literatura italiana lo llevó a estudiar esa lengua. Durante su juventud Margerie fue indiferente a la religión, aunque era ajeno al espíritu voltairiano y tenía respeto por «las cosas santas». Llegaría a la plenitud de la fe y la vida cristiana a través de su esposa, con la que contrajo matrimonio en 1847.
Algunas semanas antes de la revolución francesa de 1848 fue nombrado por la Juventud Católica de París para pronunciar una arenga en favor del político católico irlandés John O'Connell, si bien a lo largo de su vida se mantendría al margen de las luchas políticas de su época. Tras padecer una grave enfermedad en 1852, comenzó su carrera literaria «al servicio de la religión y de la patria», escribiendo también para el diario católico L'Univers, del que fue un asiduo colaborador.
Eugène de Margerie dedicó la mayor parte de su vida a las buenas obras, especialmente en la Sociedad de San Vicente de Paúl y la Pía Sociedad de San Francisco de Sales. Presidió la Conferencia de Sceaux, y el comité de la obra de la basílica del Sagrado Corazón de París. Aunque fue menos conocido por sus obras que su hermano Amédée, de acuerdo con la revista bibliográfica francesa Polybiblion, sus publicaciones fueron «muy degustadas por los lectores católicos».

## Obras
| - Conferénce d'Orsay. Projet de loi sur la révision des articles organiques du Concordat (París, 1846) - Cincuante Proverbes (París, 1854) - Lettres à un jeune homme sur la Piété (París, 1855) - Scènes de la Vie chrétienne. Première série (París, 1857) - Scènes de la Vie chrétienne. Deuxième série (París, 1859) - Cinquante Histoires (París, 1859) - Nouvelles Histoires (París, 1861) - Contes d'un Promeneur (París, 1862) - Les Aventures d'un Berger (París, 1862) - Réminiscences d'un vieux Touriste (1863) - La Légende d'Ali, suivie de Athanatopolis (París, 1863) - Les six chevaux du Corbillard (París, 1864). - Contes et Nouvelles (París, 1865) - Émilien. Nouvelles Lettres à un jeune homme (París, 1865) - Études Littéraires (París, 1865) - Portraits et Caractères (París, 1867) - Les treize malchances du Capitaine Tancreuil (París, 1867) - Angèle. Histoire d'une chrétienne (París, 1868) - Frère Arsène et la Terreur (París, 1868) - Nouvelles Scènes de la Vie chrétienne (París, 1869) - Le Christianisme en action (París, 1869) | - Causeries sur l'Ancien et le Nouveau Testament (París, 1870) - La conspiration des honnêtes gens (París, 1872) - La Société de Saint-Vincent-de-Paul (París, 1874) - La Banque du Diable et autres petites histoires (1875) - La Rue des Poivriers (París, 1875) - La Confession de Romain Pugnadorès (París, 1876) - Le Château de Saint-Hippolyte (París, 1876) - Histoire de l'Église. Pour faire suite aux Causeries sur l'Ancien et le Nouveau Testament (París, 1878) - Lettres à un ami inconnu (París, 1878) - Petites Comédies, Proverbes, Légendes & Dialogues, à l'usage des Collèges, Séminaires, Ouvroirs, Patronages, Catéchismes (París, 1878) - Cinquante petites Controverses (París, 1879) - Histoire d'un Mendiant ou Contes d'un Voyageur (París, 1879) - Légendes contemporaines (París, 1881) - Vingt chapitres de l'histoire d'un Sabotier (Limoges, 1881) - Le Clos paisible (Ginebra, 1882) - Contes d'Automne (París, 1883) - Moines et Brigands et autres petits Drames... (París, 1883) |